# Moulin sur pivot

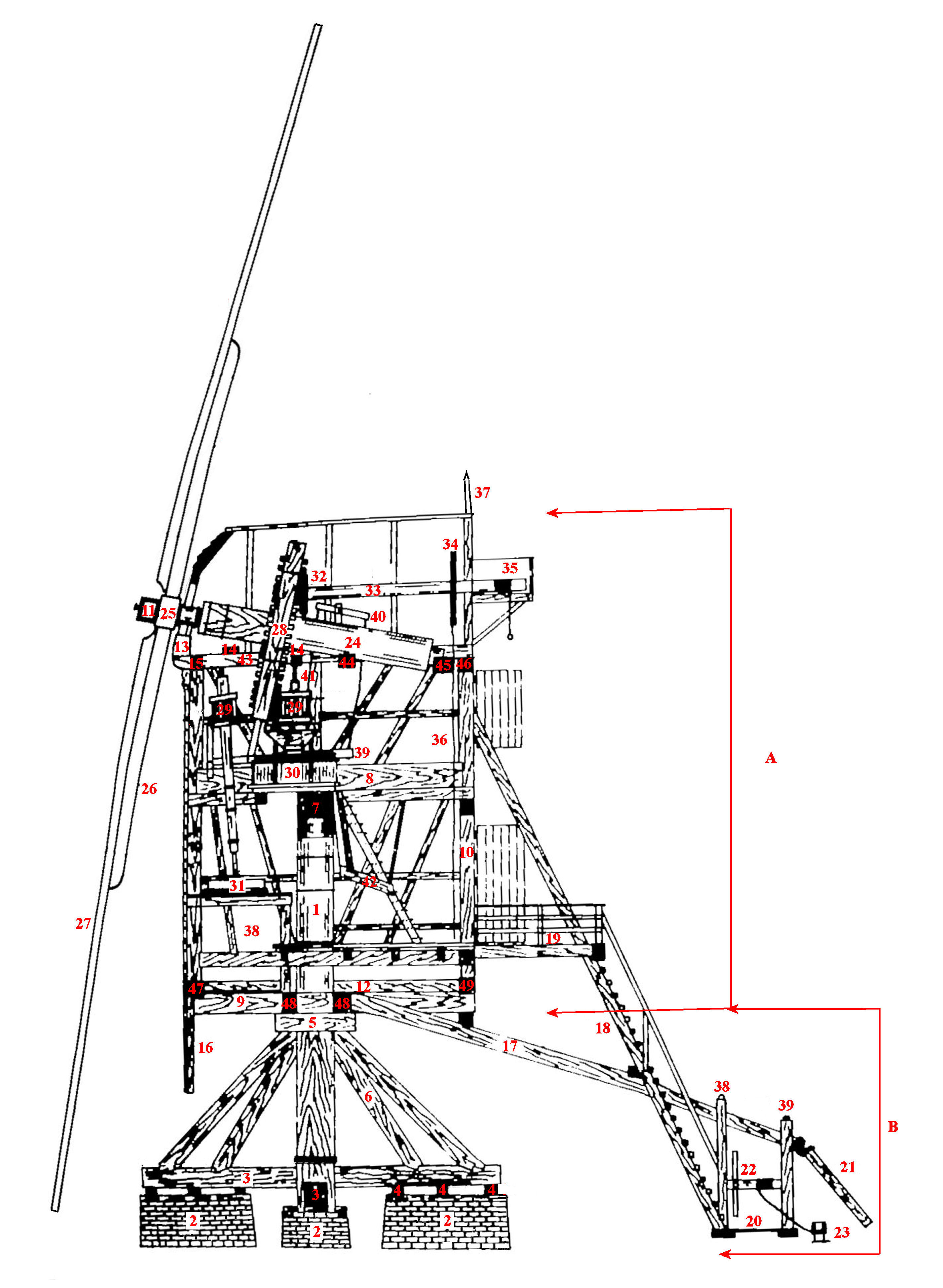
Vocabulaire de moulinologie, français (néerlandais). Coupe d'un moulin sur pivot avec deux meules :
A = corps, cage, cabine (kast). B = piédestal (voet). 1 : pivot (standerd). 2 : dé (teerlingen). 3 : croisée, soles (kruisplaten). 4 : lambourde, bloc (zonneblokken). 5 : chaise (zetel). 6 : liens (steekbanden). 7 : poutre meulière, maître sommier (steenbalk). 8 : – (steenlijst), poteau cornier (hoekstijl). 11 : – (roegat). 12 : – (waterlijst). 13 : poutre marbrière (windpeluw). 14 : palier du gros fer (ijzerbalken). 15 : travon avant/arrière N supérieur (tempelbalk). 16 : aiguille (borstnaald). 17 : bracon (staartbalk). 18 : limon (trapboom). 19 : solive du balcon (galerij). 20 : – (kruibank). 21 : – (loopschoor). 22 : – (kruihaspel). 23 : – (kruipaal). 24 : arbre tournant (bovenas). 25: – (insteekkop). 26 : façade (borst). 27 : – (oplanger). 28 : rouet (bovenwiel). 29 : lanterne (steenrondsels). 30 : meule (maalkoppel). 31 : meule (maalkoppel). 32 : – (varkenswiel). 33 : axe de levage tire-sac (luias). 34 : roue de levage (gaffelwiel). 35 : bâtière du tire-sac ou du monte-sac (luikap). 36 : câble de levage (luireep). 37 : poinçon de gâble avec girouette (makelaar). 38 : étage inférieur (hel). 39 : bascule, levier de commande du frein (vangbalk). 40 : – (binnenvangstok). 41 : – (vangtouw). 42 : – (maalbak). 43 : sablière/haute-panne (daklijst). 44 : tirant (koppelbalk). 45 : palier du petit collet (penbalk). 46 : travon arrière/avant (N) supérieur (achterbalk). 47 : travon bas avant/arrière (N) supérieur (voorzomer). 48 : sommier de civière (korte burriebalken). 49 : travon bas avant/arrière (N) (achterzomer).

Le moulin sur pivot ou sur chandelier (en néerlandais standerdmolen, standaardmolen, en Flandre-Orientale/Occidentale staakmolen, dans le Limbourg kas(t)molen), est un moulin à vent orientable, et le plus ancien moulin à vent en bois des Pays-Bas. 
Le nom est tiré du bois debout de 60 à 80 cm d'équarrissage (pivot, standerd ou staak) sur lequel le moulin est perché. La cabine du moulin repose en grande partie sur le dessus de ce pivot.

## Origine
Sur la base d'une découverte archéologique à Saint-Denis-Westrem, l'existence du moulin à vent orientable dans l'ancien comté de Flandre date du début du XIe siècle. 
Mentions les plus anciennes de moulin sur pivot :
- 1001, Rekspoede (Flandre française), Kloostermolen ;
- 1040, Silly (Hainaut) ;
- 1092, Petegem (Flandre-Orientale) ;
- 1114, Houtkerque (Flandre française), Hoflandmeulen ;
- 1127, Hondschoote (Flandre française), Hondschootsemolen ;
- 1140, Etikhove (Flandre-Orientale) ;
- 1154, Zingem (Flandre-Orientale) ;
- 1154, Zomergem (Flandre-Orientale).

En provenance du comté de Flandre, la technique s'est d'abord propagée en Normandie (première mention en 1180) et au sud-est de l'Angleterre (première mention en 1181), puis au reste de l'Europe et au Moyen-Orient. Pendant le siège de Saint-Jean-d'Acre (1189-1191), un moulin à vent a été construit avec des pièces apportées par Philippe d'Alsace, comte de Flandre. La plus ancienne mention de moulin à vent connue en Allemagne date de 1222 à Cologne.

## Moulins sur pivot existants
Le moulin à pivot se trouve encore présent en France (surtout dans le Nord, Wormouth, Steenvoorde, etc), en Belgique, Pays-Bas, Angleterre, dans le nord de l'Allemagne et au Danemark.
Des dizaines de moulins à bois sont toujours en activité en Belgique.
Les plus anciens moulins à vent des Pays-Bas sont le Windlust à Nistelrode à partir de 1532, Den Evert à Someren à partir de 1543, le Kallenbroeker Molen ou Den Olden Florus à Terschuur (avant 1584) et le Doesburgermolen à Ede (après 1620).
À Dosches, en France, se trouve un moulin à gréement carré, le moulin de Dosches. 
En Allemagne, le Bockwindmühle Oppenwehe a reçu de nouvelles pales croisées en avril 2011 pour remplacer l'ancienne voilure hollandaise.

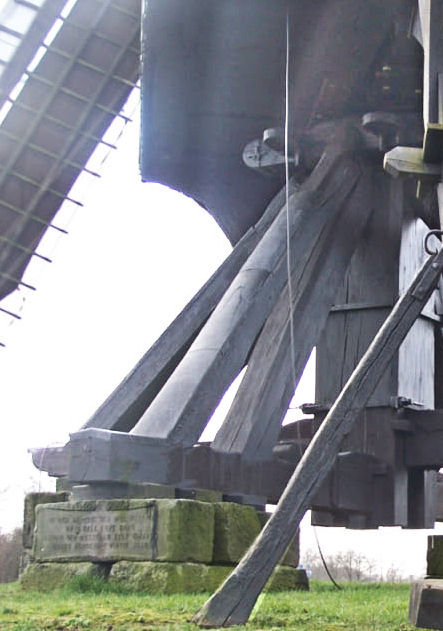
Pivot avec chaise.
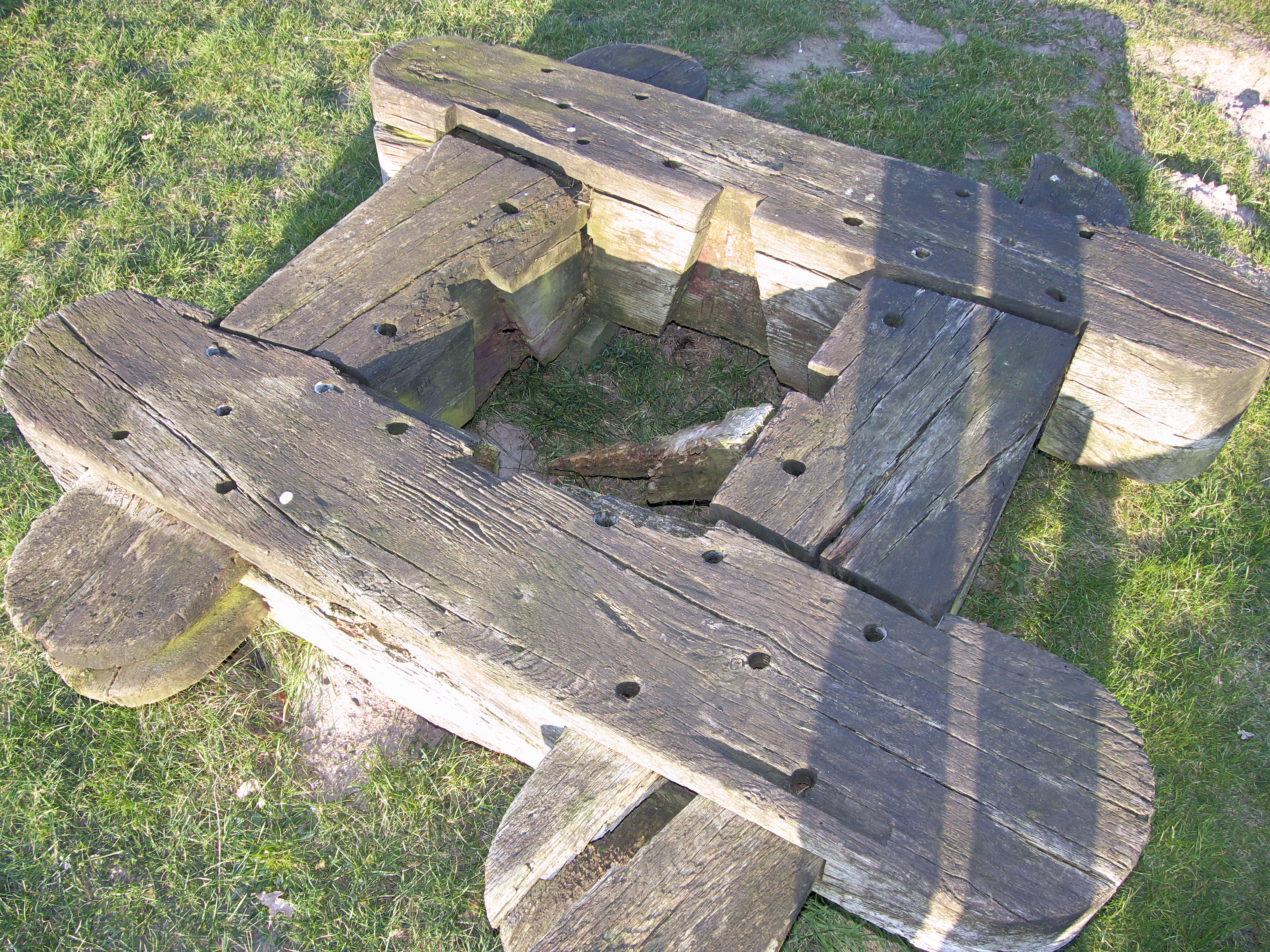
Den Olden Florus, chaise.
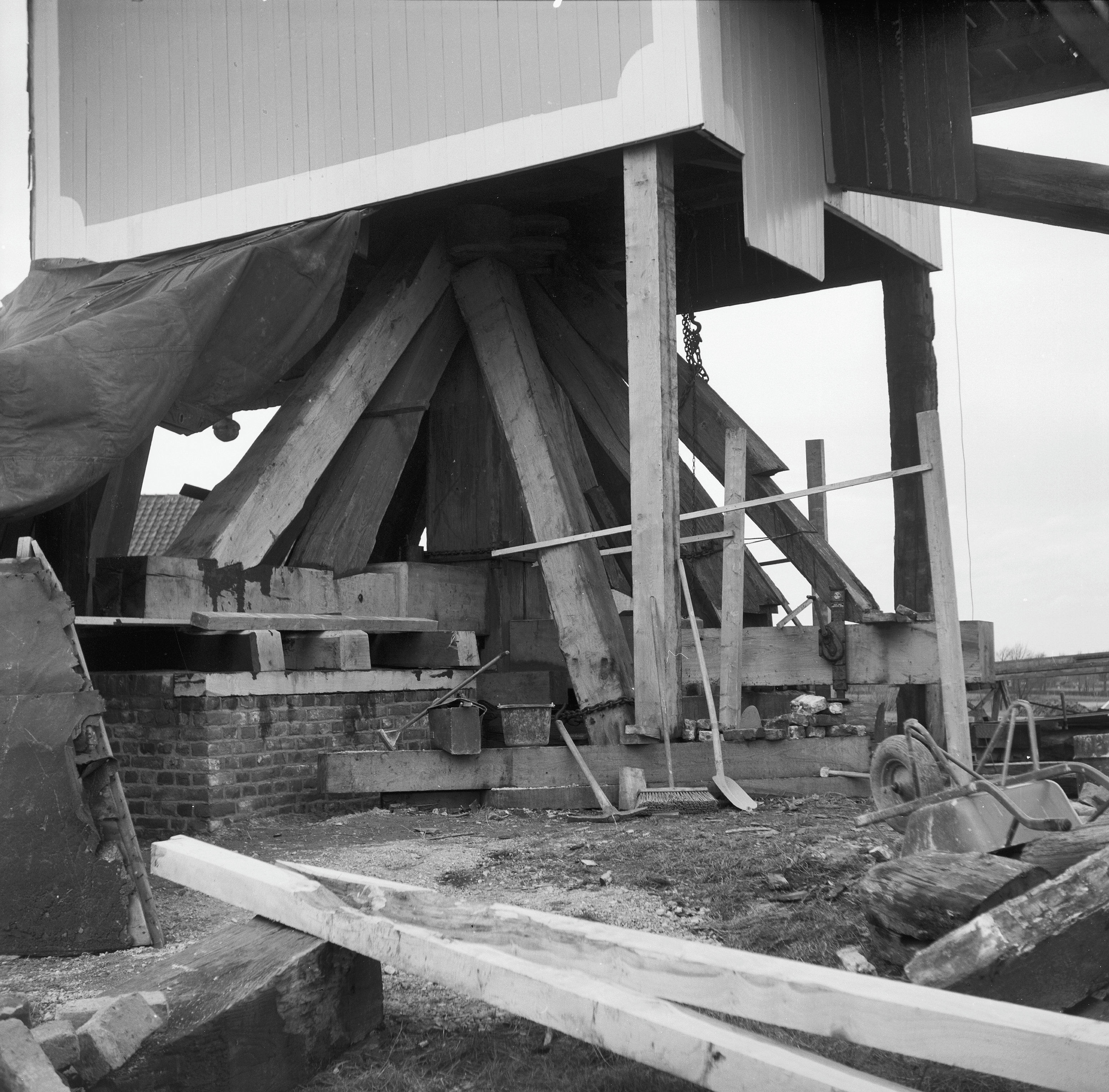
Sint Hubertusmolen.

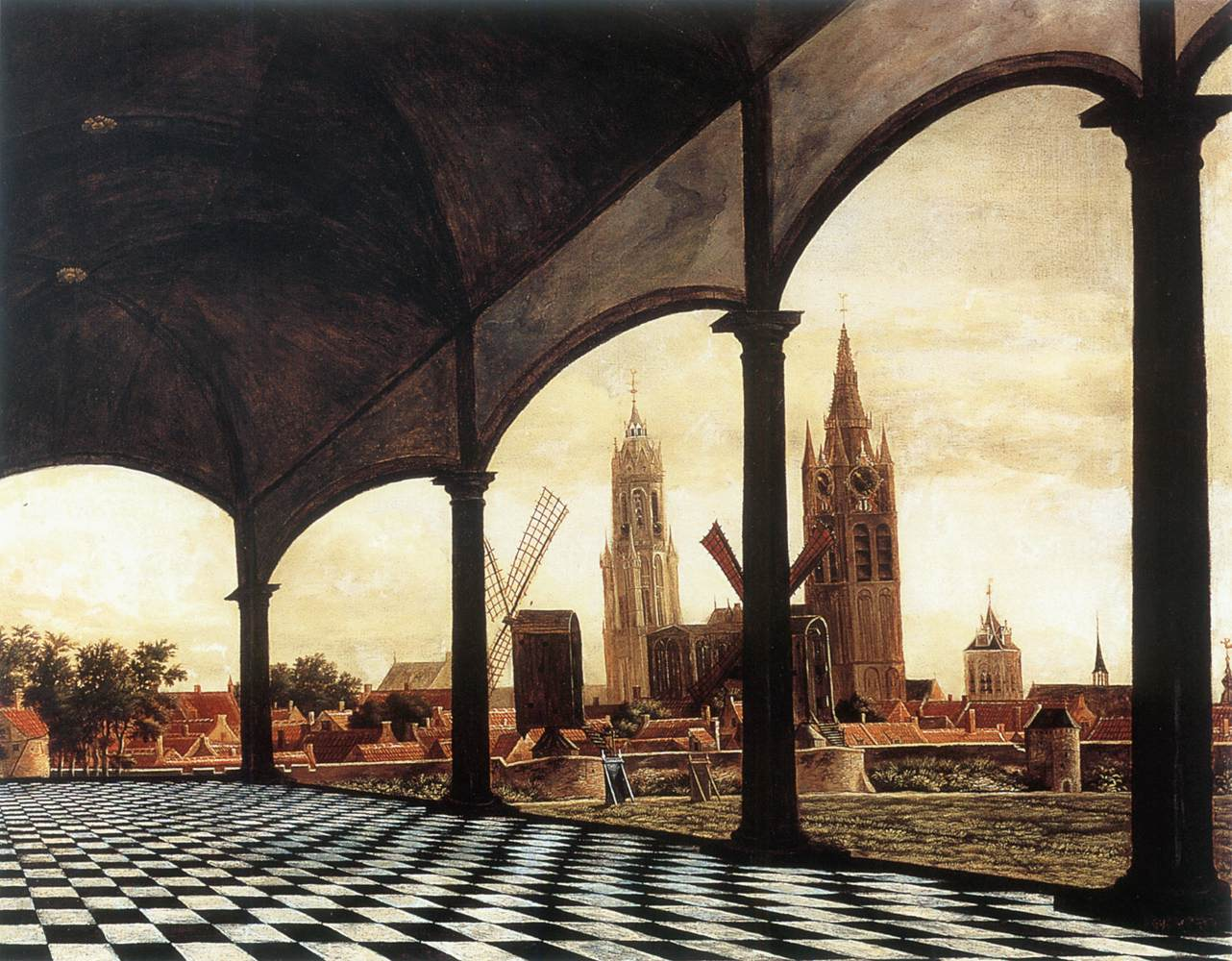
Daniël Vosmaer: Gezicht op Delft met een fantasieloggia en twee standerdmolens, 1663.
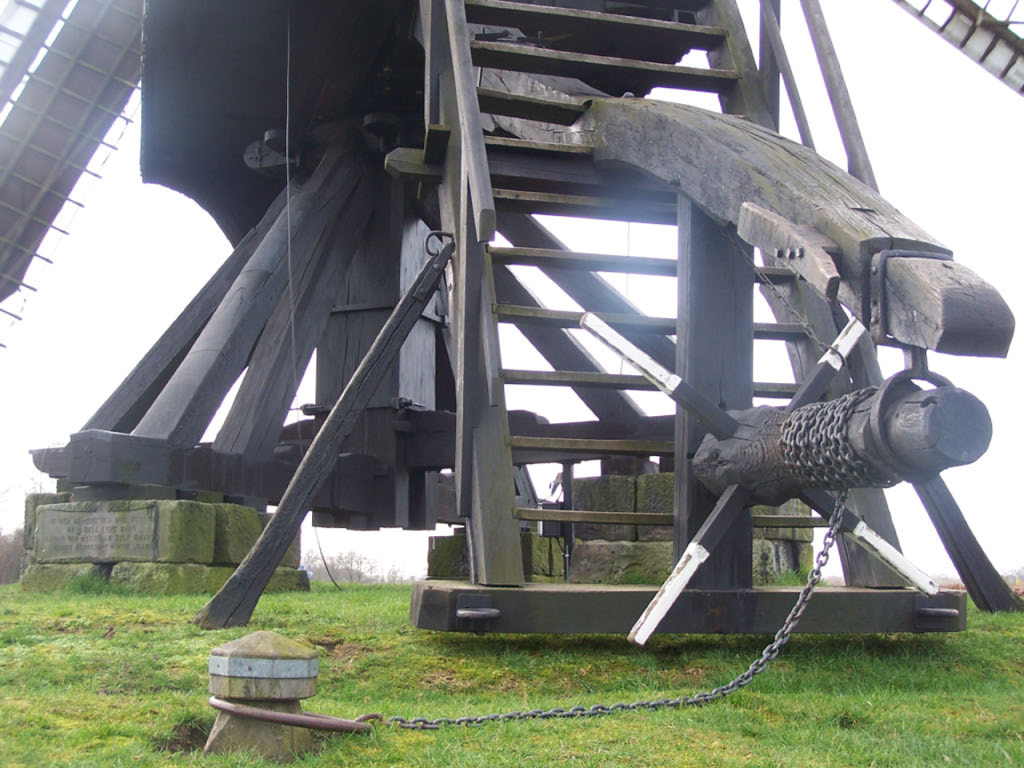
Wissinks Möl in Usselo, Enschede.
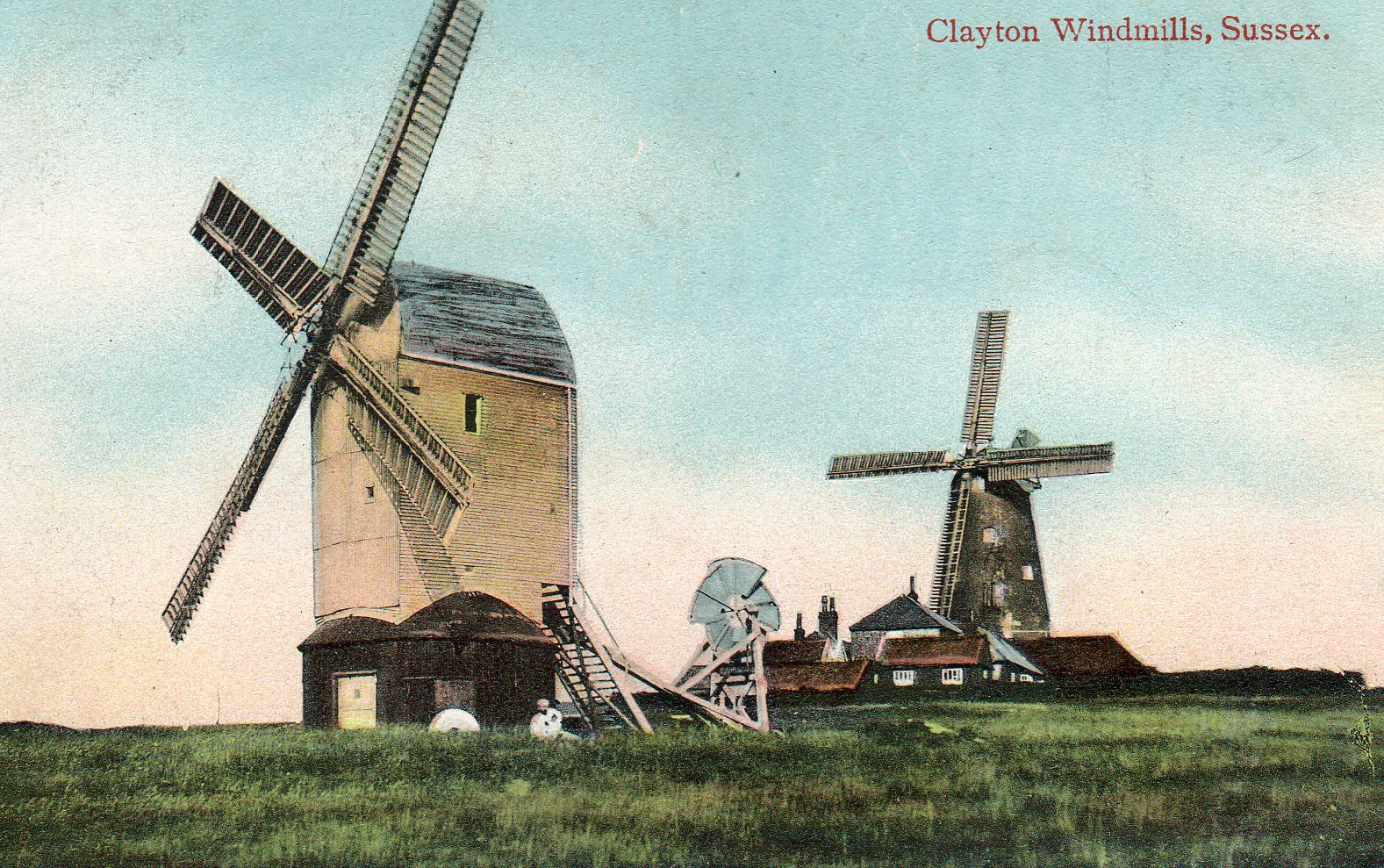
Jill. Moulins de Clayton (en), Angleterre.
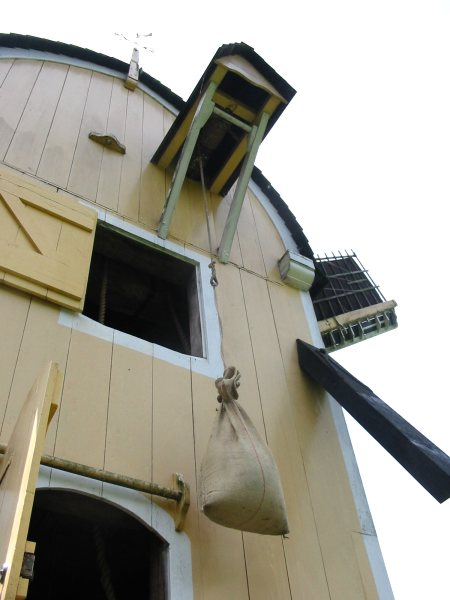
Openluchtmuseum Arnhem. Bâtière tire-sac.
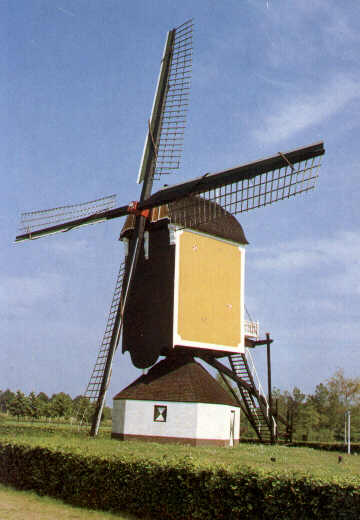
Molen van Jetten Uden.
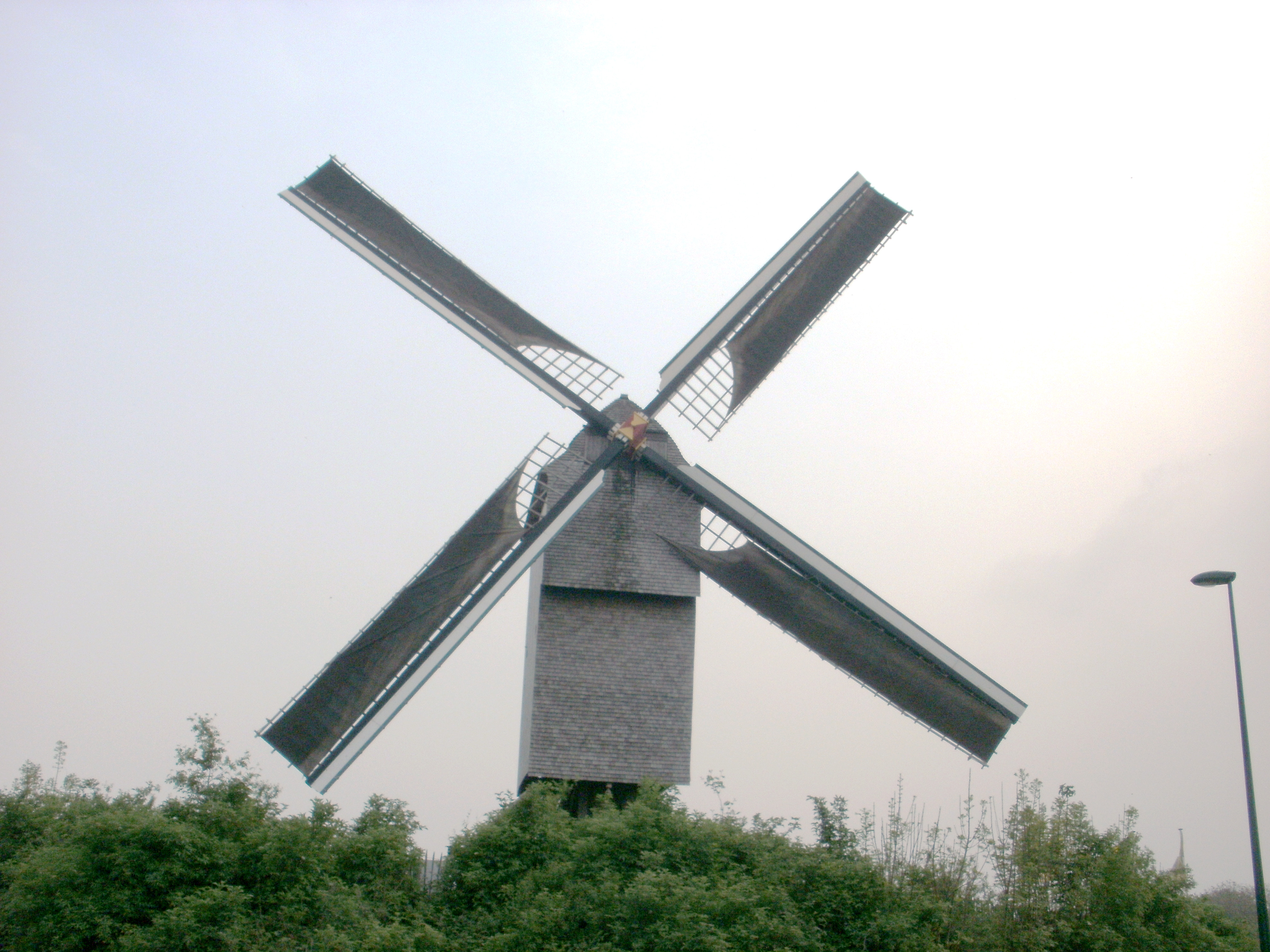
Buysesmolen, Herzele.